# KNM B-1
KNM B-1 – norweski okręt podwodny z okresu dwudziestolecia międzywojennego, pierwsza z sześciu zbudowanych jednostek typu B. Zwodowany 1 sierpnia 1922 roku w krajowej stoczni Karljohansvern w Horten, został przyjęty do służby w marynarce norweskiej 1 lutego 1923 roku. Po inwazji Niemiec na Norwegię w kwietniu 1940 roku jednostce udało się przedostać do Wielkiej Brytanii, gdzie służyła jako okręt szkolny do kwietnia 1944 roku. W 1946 roku okręt sprzedano w celu złomowania.

## Projekt i budowa
Po wybuchu I wojny światowej i przejęciu przez Niemcy ostatniej jednostki typu A – A-5 Norwegowie rozpoczęli poszukiwania innych dostawców w celu pozyskania kolejnych okrętów. Pod uwagę brano stocznie brytyjskie, włoskie i amerykańskie, z których zdecydowano się na położoną na terenie neutralnych w tym momencie Stanów Zjednoczonych stocznię Electric Boat, co miało dać gwarancję dostawy okrętów mimo toczących się działań wojennych. Rząd Norwegii w 1915 roku zamówił więc sześć okrętów według projektu EB 406B (EB 64B), bardzo zbliżonego do koncepcji amerykańskich jednostek typu L, które miały powstać w krajowej stoczni w Horten z materiałów dostarczonych z USA. Tocząca się na Atlantyku wojna podwodna spowodowała jednak zatrzymanie dostaw amerykańskich podzespołów i materiałów do Norwegii, a przez to budowa okrętów po położeniu stępek została przerwana. W zamian stocznia usiłowała sprzedać Norwegom sześć nieodebranych przez Rosję z powodu wybuchu rewolucji okrętów typu H, jednak zostały one przejęte przez US Navy. W rezultacie okręty zostały ukończone długo po wojnie, wchodząc do służby w latach 1923–1930 .
KNM B-1 został zbudowany w stoczni Karljohansvern w Horten. Stępkę okrętu położono w 1915 roku, a zwodowany został 1 sierpnia 1922 roku .

## Dane taktyczno-techniczne
B-1 był okrętem podwodnym konstrukcji jednokadłubowej o długości całkowitej 51 metrów, szerokości 5,33 metra i zanurzeniu 3,5 metra . Wyporność standardowa w położeniu nawodnym wynosiła 420 ton, a w zanurzeniu 545 ton. Okręt napędzany był na powierzchni przez dwa silniki wysokoprężne Sulzer o łącznej mocy 900 KM, a pod wodą poruszał się dzięki dwóm silnikom elektrycznym o łącznej mocy 700 KM (zarówno silniki Diesla, jak i elektryczne wyprodukowano w Horten). Dwa wały napędowe poruszające dwoma śrubami zapewniały prędkość 14,5 węzła na powierzchni i 10,5 węzła w zanurzeniu . Zasięg wynosił 2900 Mm przy prędkości 9 węzłów w położeniu nawodnym i 150 Mm przy prędkości 3 węzłów w zanurzeniu . Dopuszczalna głębokość zanurzenia wynosiła 60 metrów .
Okręt wyposażony był w cztery dziobowe wyrzutnie torped kalibru 450 mm z łącznym zapasem sześciu torped . Uzbrojenie artyleryjskie stanowiło pokładowe działo przeciwlotnicze Bofors kal. 76 mm L/28 .
Załoga okrętu składała się z 23 oficerów, podoficerów i marynarzy.

## Służba
Po ukończeniu, 1 lutego 1923 roku KNM B-1 został przyjęty do służby w marynarce wojennej  . Okręt wraz z bliźniaczymi jednostkami B-2, B-3, B-4, B-5 i B-6 operował na Morzu Północnym. W chwili rozpoczęcia II wojny światowej okręt był już przestarzały . 17 października 1939 roku dowództwo B-1 objął kpt. mar. Christian Fredrik Thestrup Melsom . W momencie ataku Niemiec na Norwegię w kwietniu 1940 roku okręt należał do 3. dywizjonu okrętów podwodnych i stacjonował w porcie Liland koło Narwiku . W drugiej połowie maja B-1 wraz z B-3 i brytyjskim okrętem podwodnym HMS „Truant” operował w okolicach Harstad, a następnie nieopodal Tromsø . 7 czerwca okręt opuścił Tromsø w konwoju, w skład którego wchodziły: brytyjski krążownik ciężki HMS „Devonshire” (z królem Haakonem VII wraz z rodziną na pokładzie), norweskie okręty patrolowe „Fridtjof Nansen” i „Nordkapp” oraz sześć uzbrojonych statków, osłanianych przez niszczyciele HMS „Veteran” i HMS „Kelvin” oraz dwa trawlery . Jednostki bez przeszkód przybyły do Rosyth 18 czerwca 1940 roku .
B-1 służył następnie w 7. Flotylli Okrętów Podwodnych jako jednostka szkolna dla sił ZOP do 24 kwietnia 1944 roku, kiedy zakończył służbę. W 1946 roku jednostka została sprzedana na złom .